# Ionel Haiduc
Ionel Haiduc (* 9. Mai 1937 in Cluj) ist Professor der Chemie an der Babeș-Bolyai-Universität Cluj.
Haiduc studierte Chemie und promovierte 1964 bei K. A. Andrianov an der Московский государственный университет тонких химических технологий имени М. В. Ломоносова (M. V. Lomonosov Moscow State University of Fine Chemical Technologies).
Sein Forschungsinteresse umfasst anorganische, kohlenstofffreie Ringsysteme, supramolekulare Selbstorganisation metallorganischer Verbindungen, Koordinations- und Organometallverbindungen von Organophosphor- und Organoarsen-Liganden sowie biologisch aktive Metallverbindungen.
Er ist Mitglied der Leibniz-Sozietät der Wissenschaften zu Berlin und korrespondierendes Mitglied der Akademie der Wissenschaften zu Göttingen. Seit 2002 ist er ordentliches Mitglied der Academia Europaea.